# Marcel Mahouvé
Marcel Mahouvé (Douala, 16 gennaio 1973) è un ex calciatore camerunese, di ruolo centrocampista.

## Palmarès

### Club

#### Competizioni nazionali
- Coppa del Camerun: 1

Tonnerre Yaoundé: 1991

#### Competizioni internazionali
- Coppa Intertoto UEFA: 1

Montpellier: 1999